# Пікалиха (Псковська область)
Пікалиха (рос. Пикалиха) — присілок в Псковському районі Псковської області Російської Федерації.
Населення становить 30 осіб. Входить до складу муніципального утворення Карамишевська волость.

## Історія
Від 2015 року входить до складу муніципального утворення Карамишевська волость.

## Населення
| 2001 | 2002 | 2010 |
| ---- | ---- | ---- |
| 40   | ↘33  | ↘30  |